# ياسمينة بادو
ياسمينة بادو (23 أكتوبر، 1962، الرباط) محامية وسياسية مغربية، شغلت منصب كاتبة للدولة لدى وزير التنمية الاجتماعية والأسرة والتضامن 2002-2007، ووزيرة للصحة 2007-2012. والدها هو السياسي المغربي والوزير السابق لشؤون الخارجية عبد الرحمن بادو، وهي نائبة برلمانية عن حزب الاستقلال لدائرة الدار البيضاء أنفا منذ 25 نوفمبر 2011.

## التعليم
حصلت على الباكلوريا بمارسيليا وتابعت دراستها بجامعة محمد الخامس بالرباط حيث حصلت على الميتريز في القانون الخاص ثم على الشهادتين الأولى والثانية للدراسات العليا في قانون الأعمال. وفي سنة 1990 على شهادة الأهلية لممارسة مهنة المحاماة. بادو متزوجة وأم لثلاثة أبناء.

## المسيرة المهنية
هي محامية بهيئة الدار البيضاء مقبولة لدى المجلس الأعلى، وتولت العديد من المهام منها مستشارة قانونية لوالي جهة الدار البيضاء الكبرى ومديرة مساعدة للقسم القانوني بالبنك التجاري المغربي.

## السياسة
بدأت نشط داخل حزب الاستقلال سنة 1987 وفي سنة 2001 انتخبت عضوا في منظمة المرأة الاستقلالية وكاتبة لفرع جماعة أنفا.
في 7 نونبر 2002 تم تعيينها ككاتبة للدولة لدى وزير التشغيل والشؤون الاجتماعية والتضامن مكلفة بالعائلة والتضامن والعمل الاجتماعي، بعدها ثم تعينها في 8 يونيو 2004 في منصب كاتبة للدولة لدى وزير التنمية الاجتماعية والأسرة والتضامن مكلفة بالأسرة والطفولة والأشخاص المعاقين.

## اتهامات
تتهم الهيئة الوطنية لحماية المال العام بالمغرب ياسمينة بادو بنهب المال العام، و تلقي رشاوى من شركات أوروبية على صفقات داخل وزارتها. كما تتداول الصحافة ان قيمة الرشاوى هي بالإضافة إلى شقتين بقلب العاصمة الفرنسية باريس المقتناه باسمها و اسم زوجها.